# هنری لابروست
هنری لابروست (انگلیسی: Henri Labrouste; ۱۱ مهٔ ۱۸۰۱ – ۲۴ ژوئن ۱۸۷۵) معمار اهل فرانسه بود.
وی همچنین برندهٔ جوایزی همچون لژیون دونور (افسر) و جایزه بزرگ رم شده‌است.